# 蔡跃东
蔡跃东（1964年1月28日—），中国企业家，福建东盛集团创始人、现任董事长，同时兼任漳州实验中学董事长。曾担任漳州市人大代表。

## 人物经历
1996年，蔡跃东在中国福建省漳州市投资创办福建东盛集团股份有限公司，并担任董事长。早期以经营房地产为主。2000年，蔡跃东参与国有企业改制，开始投资百货行业，打造了漳州市百货大楼有限责任公司。2007年，当选漳州市第十四届人大代表。2008年1月，入选“漳州市芗城区2007年度经济建设功臣榜”。
2009年9月，蔡跃东领导的福建东盛集团股份有限公司及其合作企业中闽百汇购物有限公司入主漳州一中分校，蔡跃东接任漳州一中分校校董，并将漳州一中分校的名字更改为“漳州实验中学”。2011年，当选漳州市第十五届人大代表。2013年，收购漳州双语实验学校，成立漳州外国语学校（现已成为漳州实验中学分校）。2017年12月，担任“点赞漳州2017十大民生实事”评选活动的评委。
2020年，有传闻指蔡跃东出售漳州实验中学。对此，他在接受媒体访问时辟谣这一消息。

## 争议
2010年，有学生反映漳州实验中学热水价格昂贵，引起漳州市物价局的重视。蔡跃东董事长最终决定返还违收的费用。2011年，漳州实验中学超额招收学生，满员之后将剩余的一些被录取且收到录取通知短信的学生拒之门外，引发学生家长的不满。蔡跃东随后向学生家长致歉，承认在招生过程中存在不足之处。